# Casa de la cultura de Los Vilos
La Casa de la cultura de Los Vilos es un centro cultural ubicado en la comuna homónima, en la región de Coquimbo de Chile. Este fue construido en lo que era el edificio de la primera estación de trenes, estación Los Vilos-Puerto,  que tuvo la localidad en 1898.

## Historia

### Estación ferroviaria Los Vilos-Puerto
La zona de Los Vilos contaba con una estación de ferrocarriles desde 1898, siendo un ramal que conectaba a la localidad con Choapa y la estación homónima. El ferrocarril fue autorizado por el gobierno el 20 de enero de 1888 y comenzó su construcción en 1889, y esta estación se hallaba ubicada en el punto kilométrico 58 Esta estación se encuentra en el puerto de Los Vilos, El ferrocarril fue fundamental para importar y exportar productos desde el puerto de Los Vilos hacia el interior del país, contando la estación con un muelle de 124 metros de largo y doble vía.
Sin embargo, debido a la decisión de la construir el trayecto costero del Longitudinal Norte, que parte desde la estación Longotoma hasta Los Vilos, se construye una segunda estación en la zona, la estación Los Vilos ubicada en la zona interior de la localidad. Esto lleva a la modificación del trazado del ferrocarril hacia el puerto.
La estación puerto sigue siendo mencionada durante la década de 1950 y finales de la década de 1960 en documentos oficiales, sin embargo esta cierra y cae en un estado de descuido, se levantan sus vías y el muelle sucumbe ante la erosión del mar.

### Recuperación y Casa de la cultura de Los Vilos
El proceso de licitación para la construcción se comenzó en 2012. La licitación fue adjudicada, pero debido a la falta de fondos, el proyecto quedó detenido por tres años; luego a través del CORE se lograron recaudar cerca de 600 millones de pesos chilenos para poder terminar la obra.
El centro cultural es inaugurado el 23 de septiembre de 2016 con un costo de $2.200 millones de pesos. Las instalaciones cubren cerca de 2600 m² de superficie, y tiene la capacidad para alojar a 300 personas. junto de tener una cafetería y salas de exhibición y galerías. Este centro es un nuevo edificio, y la estación antigua fue remodelada para alojar una sala de exhibiciones.